# Kozły Poznań
I Kozły Poznań sono stati una squadra di football americano di Poznań, in Polonia; fondati nel 2005, nel 2018 si sono fusi coi Patrioci Poznań per formare l'Armia Poznań.

## Dettaglio stagioni

### Tornei nazionali

#### PLFA/PLFA I/Topliga
| Stagione | regular season | regular season | regular season | regular season | regular season | regular season | playoff | playoff | playoff | playoff | playoff | playoff        | playoff          |
|          | Vin            | Par            | Per            | Tot            | PF             | PS             | Vin     | Per     | Tot     | PF      | PS      | risultato      | avversaria       |
| -------- | -------------- | -------------- | -------------- | -------------- | -------------- | -------------- | ------- | ------- | ------- | ------- | ------- | -------------- | ---------------- |
| 2007     | 1              | 0              | 5              | 6              | 58             | 146            | -       | -       | -       | -       | -       | -              | -                |
| 2008     | 2              | 0              | 5              | 7              | 54             | 159            | 1       | 0       | 1       | 22      | 0       | Non retrocessi | Torpedy Łódź     |
| 2009     | 4              | 0              | 3              | 7              | 88             | 155            | 0       | 1       | 1       | 8       | 28      | Semifinale     | The Crew Wrocław |
| 2010     | 3              | 0              | 4              | 7              | 100            | 148            | -       | -       | -       | -       | -       | -              | -                |
| 2011     | 3              | 0              | 6              | 9              | 145            | 196            | -       | -       | -       | -       | -       | -              | -                |
| 2012     | 2              | 0              | 8              | 10             | 101            | 266            | -       | -       | -       | -       | -       | -              | -                |
| 2013     | 4              | 0              | 6              | 10             | 232            | 264            | -       | -       | -       | -       | -       | -              | -                |
| 2014     | 4              | 0              | 6              | 10             | 185            | 290            | 0       | 1       | 1       | 0       | 32      | Semifinale     | Panthers Wrocław |
| 2015     | 1              | 0              | 9              | 10             | 147            | 382            | -       | -       | -       | -       | -       | -              | -                |
| 2016     | 0              | 0              | 6              | 6              | 12             | 275            | 0       | 3       | 3       | 19      | 107     | Retrocessi     | Wrocław Outlaws  |
| 2018     | 3              | 0              | 3              | 6              | 122            | 114            | 1       | 1       | 3       | 47      | 48      | Superfinał     | Warsaw Eagles    |
| Totale   | 27             | 0              | 61             | 88             | 1244           | 2395           | 2       | 6       | 8       | 96      | 215     |                |                  |

Fonti: Enciclopedia del Football - A cura di Roberto Mezzetti

#### PLFA I
| Stagione | regular season | regular season | regular season | regular season | regular season | regular season | playoff | playoff | playoff | playoff | playoff | playoff   | playoff    |
|          | Vin            | Par            | Per            | Tot            | PF             | PS             | Vin     | Per     | Tot     | PF      | PS      | risultato | avversaria |
| -------- | -------------- | -------------- | -------------- | -------------- | -------------- | -------------- | ------- | ------- | ------- | ------- | ------- | --------- | ---------- |
| 2017     | 4              | 0              | 4              | 8              | 192            | 214            | -       | -       | -       | -       | -       | -         | -          |
| Totale   | 4              | 0              | 4              | 8              | 192            | 214            | -       | -       | -       | -       | -       |           |            |

Fonti: Enciclopedia del Football - A cura di Roberto Mezzetti

#### PLFA II
| Stagione | regular season | regular season | regular season | regular season | regular season | regular season | playoff | playoff | playoff | playoff | playoff | playoff   | playoff    |
|          | Vin            | Par            | Per            | Tot            | PF             | PS             | Vin     | Per     | Tot     | PF      | PS      | risultato | avversaria |
| -------- | -------------- | -------------- | -------------- | -------------- | -------------- | -------------- | ------- | ------- | ------- | ------- | ------- | --------- | ---------- |
| 2016     | 1              | 0              | 5              | 6              | 54             | 199            | -       | -       | -       | -       | -       | -         | -          |
| Totale   | 1              | 0              | 5              | 6              | 54             | 199            | -       | -       | -       | -       | -       |           |            |

Fonti: Enciclopedia del Football - A cura di Roberto Mezzetti

#### PLFA8
| Stagione | regular season | regular season | regular season | regular season | regular season | regular season | playoff | playoff | playoff | playoff | playoff | playoff      | playoff            |
|          | Vin            | Par            | Per            | Tot            | PF             | PS             | Vin     | Per     | Tot     | PF      | PS      | risultato    | avversaria         |
| -------- | -------------- | -------------- | -------------- | -------------- | -------------- | -------------- | ------- | ------- | ------- | ------- | ------- | ------------ | ------------------ |
| 2012     | 0              | 0              | 3              | 3              | 28             | 58             | -       | -       | -       | -       | -       | -            | -                  |
| 2014     | 3              | 0              | 1              | 4              | 140            | 44             | 1       | 3       | 4       | 50      | 84      | Quarto posto | Przemyśl Bears     |
| 2015     | 2              | 0              | 2              | 4              | 62             | 84             | -       | -       | -       | -       | -       | -            | -                  |
| 2017     | 4              | 0              | 0              | 4              | 78             | 20             | 0       | 1       | 1       | 6       | 26      | Playoff      | Husaria Szczecin B |
| 2018     | 1              | 0              | 3              | 4              | 16             | 104            | -       | -       | -       | -       | -       | -            | -                  |
| Totale   | 10             | 0              | 9              | 19             | 324            | 310            | 1       | 4       | 5       | 56      | 110     |              |                    |

Fonti: Enciclopedia del Football - A cura di Roberto Mezzetti

### Tornei internazionali

#### Baltic Sea League
| Stagione | regular season | regular season | regular season | regular season | regular season | regular season | playoff | playoff | playoff | playoff | playoff | playoff     | playoff    |
|          | Vin            | Par            | Per            | Tot            | PF             | PS             | Vin     | Per     | Tot     | PF      | PS      | risultato   | avversaria |
| -------- | -------------- | -------------- | -------------- | -------------- | -------------- | -------------- | ------- | ------- | ------- | ------- | ------- | ----------- | ---------- |
| 2016     | -              | -              | -              | -              | -              | -              | 1       | 1       | 2       | 19      | 32      | Terzo posto | Riga Lions |
| Totale   | -              | -              | -              | -              | -              | -              | 1       | 1       | 2       | 19      | 32      |             |            |

Fonti: Enciclopedia del Football - A cura di Roberto Mezzetti

### Riepilogo fasi finali disputate
| Anno            | Luogo  | Evento            | Fase del torneo                      | Incontro                            | Risultato |
| 31 luglio 2016  | Poznań | Topliga           | Playout                              | Kozły Poznań - Wrocław Outlaws      | 0 - 49    |
| 15 ottobre 2016 | Riga   | Baltic Sea League | Finale 3º - 4º posto                 | Riga Lions - Kozły Poznań           | 12 - 13   |
| 1º ottobre 2017 | Poznań | PLFA8             | Semifinale dei playoff qualificatori | Kozły Poznań B - Husaria Szczecin B | 6 - 26    |
| 21 luglio 2018  | Ząbki  | Topliga           | Superfinał                           | Warsaw Eagles - Kozły Poznań        | 33 - 12   |